# Finalzusammenhang
Finalzusammenhang ist ein im Strafrecht verwendeter Rechtsbegriff. Bei mehraktigen Delikten hängen zwei Tatbestandsmerkmale final zusammen, wenn der Täter das eine verwirklicht, um das andere zu ermöglichen: Er tut X, um Y zu erreichen. Es genügt daher nicht das bloße kumulative Vorliegen beider Merkmale im objektiven und subjektiven Tatbestand, sondern der Tätervorsatz muss auch die ursächliche Verknüpfung der beiden enthalten.
Beispiel: Beim Raub (§ 249 StGB) muss das qualifizierte Nötigungsmittel (Personengewalt/Drohung mit gegenwärtiger Leibes-/Lebensgefahr) eingesetzt werden, um die Wegnahme zu ermöglichen.